# قدمغاة مرتضي علي (مقاطعة فهرج)
قدمغاة مرتضي علي (بالفارسية: قدمگاه مرتضی علی) هي قرية تقع في البلدة المركزية في إيران. يقدر عدد سكانها بـ 314 نسمة .